# IEEE 802.1ad
IEEE 802.1ad或稱為QinQ、vlan stacking。是一種以802.1Q為基礎衍生出來的通訊協定。
原始802.1Q為允許加入單一Vlan header。QinQ允許兩個Vlan header被放置在同一個frame中。
主要用途為電信供應商可以放置一個vlan標籤作為通過外部網路的辨識，而不需變動客戶的封包所帶出的vlan標籤。

## 優點
1. 擴充原始的vlan個數，从4094扩大到4094（inner）*4094（outer）。
2. ISP可以針對單一客戶設置單一vlan tag，而不需變更客戶的封包資訊。
3. 不需要客戶的相互配合及合作，即可進行供應商橋樑的配置。

## 端口角色
1. Normal port : 给802.1Q訊框通行的port。
2. Access port : SP邊緣裝置的入口port，在vlan stacking中被視為untagged，因此加入第二個vlan tag（outer）。
3. Tunnel port : SP邊緣裝置的出口port，同一個客戶端皆被帶入同一個vlan tagged（使用SPVID）。

## 訊框格式

在以太网二型帧中插入802.1ad双重Tag

## 範例

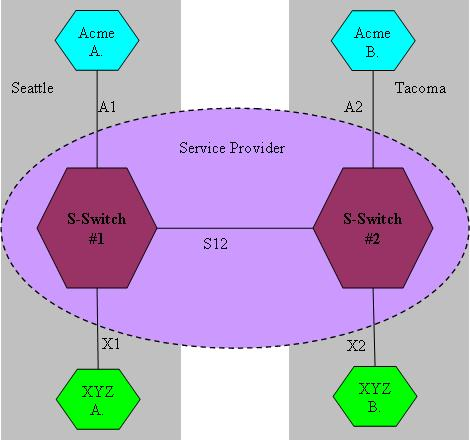
Simple QinQ Example

Acme及XYZ分別在Seattle及Tacoma有一間分公司，並藉由SP的L2 VPN網路連線，而他們的子公司都使用相同的LAN。換句話說，我們可以假設，Acme使用VLAN 100-200並透過SP連結兩間子公司的網路；XYZ也使用VLAN 100-200並使用SP的網路連結子公司。而對SP而言，則必須想辦法區隔Acme及XYZ的資料，使其有辦法通過SP的網路並分別送至各自的子公司。
解決辦法就是，使用VLAN STACKING來區隔Acme及XYZ的資料。
當Acme送出資料時，SP使用QinQ並給予該資料一個獨特的SPVID 1001，使其能通過SP的網路並流向另外一間子公司，當到達子公司則移除該SPVID，該資料便能依照原始的VLAN ID進行傳送。而XYZ送出資料時，SP則使用SPVID 1002來區隔。

## 外部連結
- IEEE 802.1AD（页面存档备份，存于）